# Sensilia

Cutícula de los artrópodos., en la que se observa una sensilia (8-11); 8 y 9: células asociadas; 10: terminación nerviosa; 11: elemento cuticular
A: Cutícula y epidermis; B: Detalle de la epicutícula. 1: Epicutícula; 1a: Cemento; 1b: Ceras; 1c: Epicutícula externa; 1d: Epicutícula interna. 2: Exocutícula; 3: Endocutícula; 2+3: Procutícula; 4: Epitelio; 5: Lámina basal; 6: Célula epitelial; 6a: Canal poroso; 7: Célula glandular; 8: Célula tricógena; 9: Célula tormógena; 10: Terminación nerviosa; 11: Pelo sensorial; 12: Pelo; 13: Poro glandular.

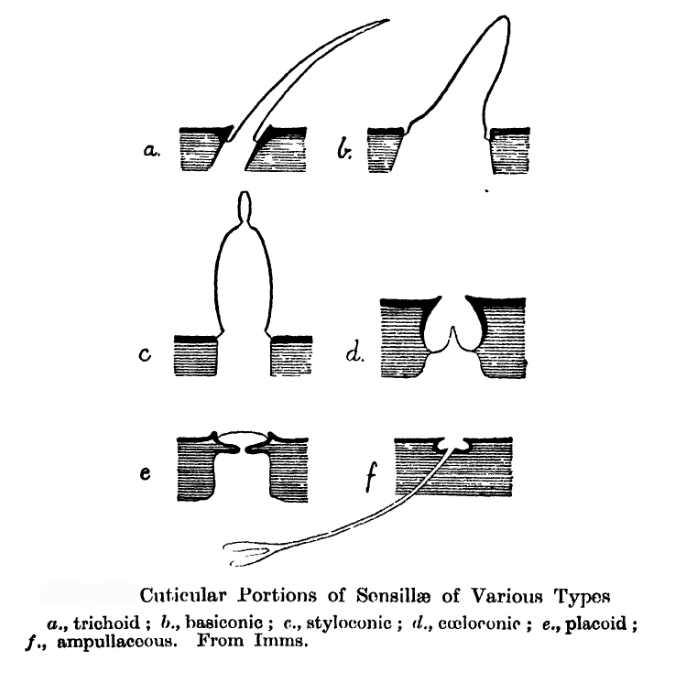
Diferentes tipos de sensilias.

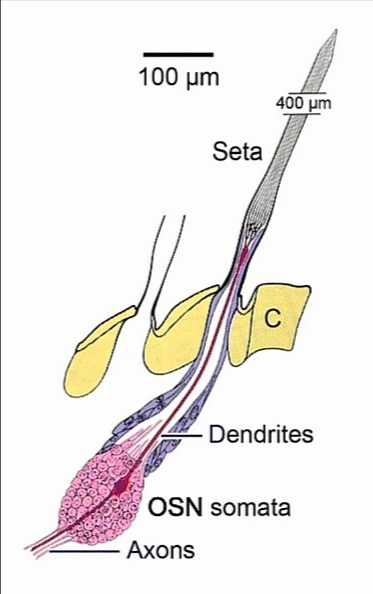
Seta= Sensilia esquemática aislada.
OSN somata =Neuronas receptoras olfativas. Una neurona ORN resaltada.
Dendrita (arriba derecha).
Axón (abajo izquierda).
C= cutícula.
Células auxiliares (en azul).

Las sensilias, sensilos son las unidades sensoriales básicas de los artrópodos. Constituyen la base estructural de todos los órganos sensoriales de este filo animal. Están siempre relacionadas con el tegumento, ya que son de origen ectodérmico.

## Estructura
Las sensilias constan de los siguientes elementos:
- Neuronas. Células sensoriales con las terminaciones dendríticas situadas en la sensilia y su axón conectado a una neurona de asociación que a su vez conecta con una neurona motora que inerva el órgano efector (músculo o glándula). Se trata de un arco reflejo básico.
- Elemento cuticular. Estructura situada sobre la cutícula. Adquiere morfología y propiedades variadas.
- Células especializadas que secretan el elemento cuticular.
- Células Asociadas (AC) aíslan la célula sensorial del entorno.
- Glándulas tegumentales subcuticulares (GTA) del estetasco.

## Características
Las sensilias pueden hallarse aisladas o agruparse originando órganos sensoriales más o menos complejos. Pueden captar estímulos del medio (exteroceptores) o internos (propioceptores o interoceptores). En ambos casos se relacionan con el tegumento ya que son siempre de origen ectodérmico.
Los órganos sensoriales de los artrópodos están muy desarrollados y diversificados, y han contribuido decisivamente en su éxito evolutivo.

## Tipos de órganos sensoriales

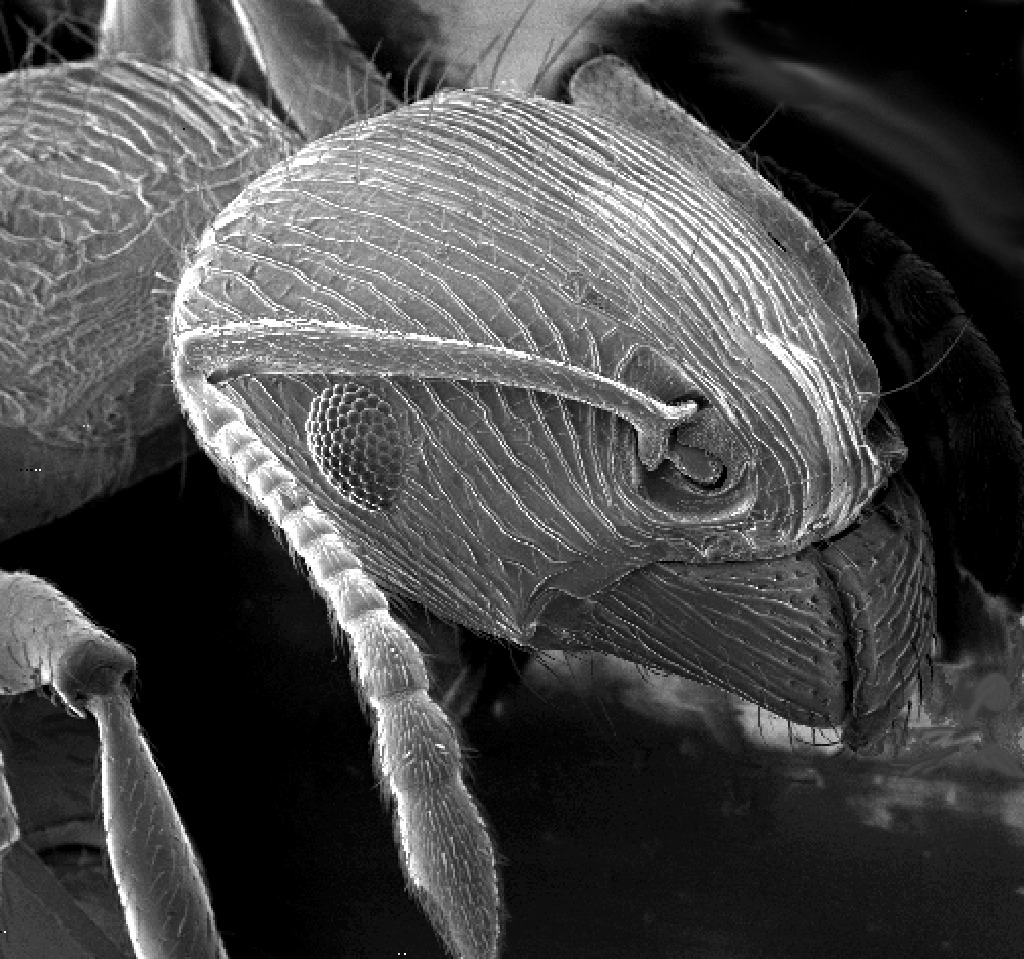
Microfotografía de la cabeza de una hormiga en la que se observa un ojo compuesto y numerosos pelos sensoriales.

### Mecanorreceptores
Los mecanorreceptores son los órganos sensoriales más simples; se basan en pelos o setas táctiles que son estimulados por el desplazamiento del dicho pelo respecto a su base articular. El elemento cuticular puede ser interno (sensilias escalopóforas) o externo (sensilias tricoideas, escuamiformes, celocónicas, placoides, ampuláceas, etc.)
Existen algunos mecanorreceptores especializados como los estatocostos, órganos de Johnston, órganos timpánicos, termorreceptores, etc.

### Quimiorreceptores

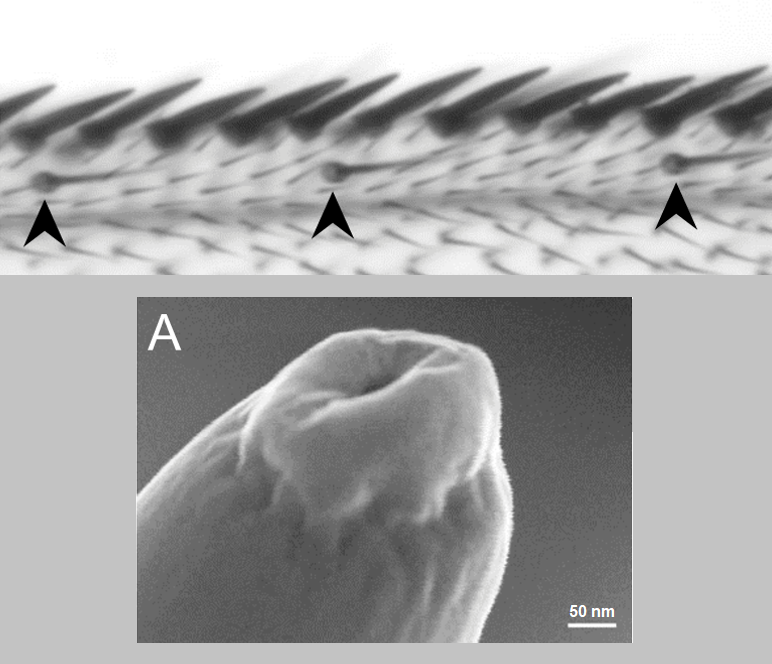
Sensilia quimiorreceptora en Drosophila (arriba, puntas de flecha). Abajo extremo de un pelo sensorial. Microscopio electrónico de barrido.

Los quimiorreceptores (QR) tienen una estructura análoga a la de los mecanorreceptores. En el medio acuosos son sensibles a moléculas disueltas. En el medio aéreo los quimiorreceptores pueden captar moléculas gaseosas (órganos olfatorios) o líquidas (órganos gustativos).
Los QR en las sensilias se pueden presentar en dos sistemas principales que son: quimiorrecepción de olfato y quimiorrecepción distribuida como ocurre en la langosta P. argus.
 La quimiorrecepción del olfato está mediada por sensilias estetascas (Aesthetascs) que se encuentran exclusivamente en el extremo distal de los «flagelos» laterales (LDF) de las primeras antenas (anténulas), por neuronas receptoras olfativas (ORN).

La quimiorrecepción distribuida de neuronas quimiorreceptoras (CRN), se encuentran en toda la superficie corporal, incluye el gusto más otros sentidos químicos excepto el olfato. Las sensilias en esta vía distribuida son diversas en forma y se encuentran no solo en las anténulas sino también en las segundas antenas, piezas bucales, patas y otras partes del cuerpo.

### Fotorreceptores
Los fotorreceptores son estimulados por radiaciones electromagnéticas. Pueden considerarse sensilias muy modificadas. Como tales, constan de un elemento cuticular (aparato dióptrico), células sensoriales (con rabdómeros fotosensibles) y células asociadas (células pigmentarias, etc.).
Se pueden distinguir dos tipos básicos:
- Ojos simples u ocelos. Están muy extendidos en los artrópodos y no son homólogos en los diferentes grupos.
- Ojos compuestos. Están formados por la yuxtaposición de unidades funcionales (sensilias) u omatidios. Los ojos compuestos de los merostomados no son homólogos a los de los crustáceos e insectos. Los estemmata de algunos miriápodos, apterigotas y larvas de insectos pueden considerarse como ojos compuestos modificados.